# Cylicocyclus nassatus
Cylicocyclus nassatus är en rundmaskart som först beskrevs av Looss 1900.  Cylicocyclus nassatus ingår i släktet Cylicocyclus och familjen Strongylidae. Inga underarter finns listade i Catalogue of Life.